# (60608) 2000 EE173
(60608) 2000 EE173 ist ein Transneptunisches Objekt, das am 3. März 2000 von Wyn Evans, Jane Luu und Chad Trujillo entdeckt wurde.